# Tabanus
Tabanus es un género de tábanos de la familia de los tabánidos. Las hembras poseen piezas bucales adaptada a la succión  de sangre. Los tábanos de este género son conocidos por ser vectores potenciales de carbunco, gusanos y tripanosomas. Algunas especies, como Tabanus bovinus, prefieren atacar a los bovinos y son menos dañinos para los humanos. El género contiene cientos de especies y muchos grupos de especies. Son dípteros, es decir que poseen dos alas, como las moscas y los mosquitos. Es de distribución holártica con mayor número de especies en el Paleártico.

## Características
Son especialmente conocidos y temidos por sus dolorosas picaduras. Como en otros dípteros, por ejemplo mosquitos, es la hembra la que pica. Lo hace porque necesita de la sangre para poder desarrollar los huevos, proceso conocido como  anautogenia. Deposita sus huevos en charcas y aguas estancadas. Estos insectos son robustos, grandes con fuertes alas y ojos grandes, en el macho son contiguos (holópticos) y en las hembras están separados por un espacio. Debido a la robustez de su trompa succionadora, la picadura puede ser bastante dolorosa, si bien por lo general sus víctimas son animales domésticos como caballos y ganado bovino.
Su color opaco varía del café, al gris y al verdoso. El tamaño varía de 5 a 25 mm de largo. Los ojos en los especímenes vivos tienen colores brillantes, verde rojo o púrpura. Las antenas tienen dos segmentos basales cortos y un tercero largo y anillado. Las venas de las alas son muy características en esta familia, especialmente las ramas de la cuarta vena longitudinal. La proboscis es blanda y está dirigida hacia abajo.

## Especies
Algunas especies:
- Tabanus autumnalis Linnaeus, 1761
- Tabanus bovinus
- Tabanus bromius
- Tabanus cambodianus Philip, 1960
- Tabanus cambodiensis Toumanoff, 1953
- Tabanus candidus Ricardo, 1913
- Tabanus subsimilis Bellardi, 1859